# (4721) Atahualpa
(4721) Atahualpa es un asteroide perteneciente al cinturón de asteroides, descubierto el 29 de septiembre de 1973 por Cornelis Johannes van Houten en conjunto a su esposa también astrónoma Ingrid van Houten-Groeneveld y el astrónomo Tom Gehrels desde el Observatorio del Monte Palomar, Estados Unidos.

## Designación y nombre
Designado provisionalmente como 4239 T-2. Fue nombrado Atahualpa en honor al último rey de los incas en Perú, Atahualpa en el 500 aniversario del descubrimiento de América por Cristóbal Colón. Atahualpa nació en el año 1502 y murió -incluso después de haber pagado por su liberación una habitación llena de joyas y oro como rescate- por el conquistador Francisco Pizarro en el año 1533.

## Características orbitales
Atahualpa está situado a una distancia media del Sol de 2,253 ua, pudiendo alejarse hasta 2,529 ua y acercarse hasta 1,978 ua. Su excentricidad es 0,122 y la inclinación orbital 4,367 grados. Emplea 1235 días en completar una órbita alrededor del Sol.

## Características físicas
La magnitud absoluta de Atahualpa es 13,7. Tiene 4,471 km de diámetro y su albedo se estima en 0,298.